# Girl Boss Guerilla
Girl Boss Guerilla (女番長ゲリラ, Sukeban gerira) é um filme japonês de 1972 no subgênero sukeban (garota delinquente) do estilo "Pinky Violence" da Toei de filme rosa. O terceiro dos sete filmes da série Girl Boss, foi dirigido por Norifumi Suzuki e estrelou Miki Sugimoto e Reiko Ike.

## Elenco
- Miki Sugimoto
- Reiko Ike
- Emi Jō (城恵美)

## Recepção
O crítico do Allmovie Donald Guarisco define Girl Boss Guerilla como "um exemplo prototípico do gênero caseiro de 'violência rosa' do Japão", dizendo ainda que "Miki Sugimoto e Reiko Ike foram carismáticas e credíveis 'garotas duronas', Suzuki dirige o filme com vigor e o final o filme se beneficia dos altos valores de produção e maciez inerentes aos filmes de exploração japoneses dessa época". Ele alerta que o filme "não é para todos os gostos, principalmente porque as cenas de tortura erotizadas de S&M podem fazer alguns espectadores se contorcerem. Além disso, o filme apresenta explosões repentinas de comédia pastelão que deixarão os outros coçando a cabeça em confusão". Guarisco conclui que o filme "é um item cheio de atrativos com apelo limitado, mas seu estilo excêntrico e acelerado é garantido para agradar seu público-alvo".
O Dvdmaniacs.net destaca a performance de Sugimoto em elogios e relata o seguinte: "Muita ação de garotas motociclistas de topless, algumas cenas de luta matadoras, uma ótima pontuação e até algumas cenas legais com motos antigas fazem desta uma explosão completa. O ritmo acelerado com a abundância de kitsch de época... juntamente com a quantidade abundante de mulheres nuas tornam o filme um deleite visual, e a história se desenvolve a um ritmo tão bom que não é monótona, nem por um segundo."

## Disponibilidade
Em 6 de dezembro de 2005, Girl Boss Guerilla foi lançado na região 1 de DVD como parte da 4 discos Pinky Violência Coleção box set lançado pela Panik House. O DVD recebeu um lançamento individual em 31 de outubro de 2006. Os extras do disco incluíram o trailer, o cartaz e as imagens estáticas originais, e um comentário de Wyatt Doyle, da New Texture.com (colunista da revista Asian Cult Cinema), e do presidente da Panik House, Matt Kennedy.
- D., Chris (2007). «Girl Boss Guerilla (1972)». Panik House Entertainment. Consultado em 13 de outubro de 2007
- D., Chris. Toei's Bad Girl Cinema. [S.l.: s.n.] (livreto da Coleção Pinky Violence)
- Doyle, Wyatt e Matt Kennedy. (2006). Girl Boss Guerilla (comentário em DVD). Panik House Entertainment.
- D., Chris (2007). «Girl Boss Guerilla (1972)». Panik House Entertainment. Consultado em 13 de outubro de 2007
- Jane, Ian (6 de outubro de 2006). «Girl Boss Guerilla». dvdmaniacs.net. Consultado em 13 de outubro de 2007. Arquivado do original em 19 de outubro de 2007
- «女番長ゲリラ (Sukeban gerira)» (em japonês). Japanese Movie Database. Consultado em 13 de outubro de 2007